# Форначе Брачо (Павија)
Форначе Брачо је насеље у Италији у округу Павија, региону Ломбардија.
Према процени из 2011. у насељу је живело 11 становника. Насеље се налази на надморској висини од 118 м.